# Piekielny Labirynt
Piekielny Labirynt (500–600 m n.p.m.) – system dróg leśnych w południowo-zachodniej Polsce, w Sudetach, w Górach Bystrzyckich.
Duży system dróg leśnych położony na północno-wschodnim zboczu szczytu Wolarz w dolinie cieku Rogoziniec w miejscu jego spływu z potokiem Wijka. Drogi i ścieżki trawersują zbocze, które porasta las bukowo-świerkowy regla dolnego wzdłuż potoku.

## Szlaki turystyczne
Przez Labirynt prowadzi:
- czerwony szlak turystyczny Polanica-Zdrój - Wolarz - Schronisko PTTK „Pod Muflonem”[1].